# Estoril Open 2016
Estoril Open 2016, oficiálně se jménem sponzora Millennium Estoril Open 2016, byl tenisový turnaj pořádaný jako součást mužského okruhu ATP World Tour, který se hrál v tenisovém areálu Clube de Ténis do Estoril na otevřených antukových dvorcích. Probíhal mezi 25. dubnem až 1. květnem 2016 v portugalském přímořském letovisku Cascais jako druhý ročník turnaje.
Turnaj s rozpočtem 520 070 eur a odměnami hráčům 463 520 eur patřil do kategorie ATP World Tour 250. Nejvýše nasazeným hráčem ve dvouhře se stal osmnáctý hráč světa Gilles Simon z Francie, který vypadl ve čtvrtfinále.
Dvouhru vyhrál Španěl Nicolás Almagro, který ukončil čtyřleté čekání na titul. Deblovou část ovládla americká dvojice Eric Butorac a Scott Lipsky.

## Rozdělení bodů a finančních odměn

### Rozdělení bodů
| Soutěž  | vítězové | finalisté | semifinalisté | čtvrtfinalisté | 16 v kole | 32 v kole | Q  | Q3 | Q2 | Q1 |
| ------- | -------- | --------- | ------------- | -------------- | --------- | --------- | -- | -- | -- | -- |
| dvouhra | 250      | 150       | 90            | 45             | 20        | 0         | 12 | 6  | 0  | 0  |
| čtyřhra | 250      | 150       | 90            | 45             | 0         |           |    |    |    |    |

### Finanční odměny
| Soutěž                              | vítězové | finalisté | semifinalisté | čtvrtfinalisté | 16 v kole | 32 v kole | Q | Q2     | Q1     |
| dvouhra                             | €82 450  | €43 430   | €23 525       | €13 400        | €7 900    | €4 680    | — | €2 105 | €1 055 |
| čtyřhra                             | €25 070  | €13 170   | €7 140        | €4 080         | €2 390    | —         | — | —      | —      |
| částka ve čtyřhře je uvedena na pár |          |           |               |                |           |           |   |        |        |

## Mužská dvouhra

### Nasazení
| Stát                          | Hráč                   | ATP | Nasazení |
| ----------------------------- | ---------------------- | --- | -------- |
| Francie                       | Gilles Simon           | 18. | 1.       |
| Austrálie                     | Nick Kyrgios           | 20. | 2.       |
| Francie                       | Benoît Paire           | 22. | 3.       |
| Portugalsko                   | João Sousa             | 34. | 4.       |
| Španělsko                     | Guillermo García-López | 37. | 5.       |
| Chorvatsko                    | Borna Ćorić            | 41. | 6.       |
| Argentina                     | Leonardo Mayer         | 45. | 7.       |
| Španělsko                     | Pablo Carreño Busta    | 49. | 8.       |
| Žebříček ATP k 18. dubnu 2016 |                        |     |          |

### Jiné formy účasti
Následující hráči obdrželi divokou kartu do hlavní soutěže:
- Frederico Ferreira Silva
- Pedro Sousa
- Fernando Verdasco

Následující hráči postoupili z kvalifikace:
- Andrea Arnaboldi
- Steven Diez
- Stéphane Robert
- Elias Ymer

### Odhlášení
před zahájením turnaje
- Gilles Müller → nahradil jej Rogério Dutra Silva
- Tommy Robredo → nahradil jej Daniel Gimeno Traver
- Jo-Wilfried Tsonga → nahradil jej Gastão Elias
- Dmitrij Tursunov → nahradil jej Benjamin Becker

## Mužská čtyřhra

### Nasazení
| Stát                                                                                   | Hráč              | Stát               | Hráč             | ATP  | Nasazení |
| -------------------------------------------------------------------------------------- | ----------------- | ------------------ | ---------------- | ---- | -------- |
| Polsko                                                                                 | Łukasz Kubot      | Polsko             | Marcin Matkowski | 45.  | 1.       |
| Filipíny                                                                               | Treat Conrad Huey | Bělorusko          | Max Mirnyj       | 49.  | 2.       |
| Španělsko                                                                              | Marc López        | Španělsko          | David Marrero    | 62.  | 3.       |
| USA                                                                                    | Eric Butorac      | USA                | Scott Lipsky     | 91.  | 4.       |
| Izrael                                                                                 | Jonatan Erlich    | Spojené království | Colin Fleming    | 107. | 5.       |
| Žebříček ATP k 18. dubnu 2016; číslo je součtem žebříčkového postavení obou členů páru |                   |                    |                  |      |          |

### Jiné formy účasti
Následující páry obdržely divokou kartu do hlavní soutěže:
- Felipe Cunha-Silva /  Frederico Gil
- Kyle Edmund /  Frederico Ferreira Silva

Následující pár nastoupil z pozice náhradníka:
- Rui Machado /  Pedro Sousa

## Přehled finále

### Mužská dvouhra
- Nicolás Almagro vs.  Pablo Carreño Busta, 6–7(6–8), 7–6(7–5), 6–3

### Mužská čtyřhra
- Eric Butorac /  Scott Lipsky vs.  Łukasz Kubot /  Marcin Matkowski, 6–4, 3–6, [10–8]